# Rissoa auriscalpium
Rissoa auriscalpium, tên tiếng Anh: golden-capped risso, là một loài ốc biển nhỏ, là động vật thân mềm chân bụng sống ở biển trong họ Rissoidae.